# 伊莉莎白女王中央醫院
伊莉莎白女王中央醫院（英語：Queen Elizabeth Central Hospital）是馬拉威的一所三級轉診和教學醫院，位於布蘭岱。它是馬拉威大學醫學院的教學醫院。根據官方統計，該醫院有1350張床位。1958年，該醫院以伊莉莎白二世女王的名字命名。